# Nick Ross (Fußballspieler, 1863)
Nicholas John „Nick“ Ross (* 2. Januar 1863 in Edinburgh; † 7. August 1894 in Preston) war ein schottischer Fußballspieler. Seine größten Erfolge waren 1890 der Gewinn der englischen Meisterschaft mit Preston North End und die Finalteilnahme im FA Cup zwei Jahre zuvor mit demselben Klub.
In seiner Heimatstadt Edinburgh spielte Nick Ross für Heart of Midlothian. Er führte diese Mannschaft bereits im Alter von nur 20 Jahren als Kapitän an. Es folgte ein Angebot von William Sudell, der nicht nur Vereinssekretär beim englischen Verein Preston North End war, sondern gleichzeitig als Unternehmer potentiellen Spielern eine Arbeitsstelle anbieten konnte. Ross, der als Dachdecker eine Anstellung fand, schloss sich dem frühzeitlichen Profifußballverein im Nordwesten Englands an und sollte sich als Kapitän in der Verteidigung einen Namen als einer der besten Abwehrspieler im englischen Fußball machen. Vor allem seine gute Spielübersicht und seine Fähigkeit ein „Spiel zu lesen“ machten ihn zu einem überdurchschnittlichen Fußballspieler seiner Zeit. Im Jahre 1888 stand er schließlich mit seiner Mannschaft im FA-Cup-Endspiel, verlor dort aber trotz Überlegenheit mit 1:2 gegen West Bromwich Albion. Für eine angeblich wöchentliche Zahlung von 10 Pfund sicherte sich anschließend der FC Everton die Dienste von Nick Ross. Dieses Gehalt lag zu der damaligen Zeit weit über dem Durchschnitt für Fußballspieler, aber durch den Wechsel verpasste Ross im Gegensatz zu seinem Bruder Jimmy das Double aus englischer Meisterschaft und FA Cup seines alten Vereins.
Nach nur einer Spielzeit kehrte Nick Ross wieder nach Preston zurück. Er spielte fortan als Stürmer und half dabei, dass die „Lilywhites“ 1890 den Ligatitel verteidigen konnten. Gesundheitsprobleme sorgten dann im Jahr 1893 für ein schnelles Ende seiner Karriere und nur ein Jahr später verstarb Nick Ross an Tuberkulose.

## Erfolge
- Englischer Meister: 1890